# Momo Tamaoki
Momo Tamaoki (玉置 桃, Tamaoki Momo), née le 16 septembre 1994 à Iwamizawa, est une judokate japonaise luttant dans la catégorie des moins de 57 kg, poids légers. Elle remporte une médaille d'argent mondiale en 2021 deux médailles continentales, l'or aux championnats d'Asie 2015 lors des  Jeux asiatiques 2018.

## Palmarès

### Compétitions internationales
| Année | Compétition           | Lieu      | Résultat | Catégorie      |
| ----- | --------------------- | --------- | -------- | -------------- |
| 2015  | Championnats d'Asie   | Koweït    | 1re      | Moins de 57 kg |
| 2018  | Jeux asiatiques       | Jakarta   | 1re      | Moins de 57 kg |
| 2021  | Championnats du monde | Budapest  | 2e       | Moins de 57 kg |
| 2023  | Jeux asiatiques       | Hangzhou  | 2e       | Moins de 57 kg |
| 2024  | Championnats du monde | Abou Dabi | 3e       | Moins de 57 kg |
| 2025  | Championnats du monde | Budapest  | 2e       | Moins de 57 kg |

Outre ses médailles individuelles, elle obtient des médailles dans des compétitions par équipes
| Année | Compétition                   | Lieu      | Résultat |
| ----- | ----------------------------- | --------- | -------- |
| 2018  | Jeux asiatiques               | Jakarta   | 1re      |
| 2018  | Championnats du monde (mixte) | Bakou     | 1re      |
| 2019  | Championnats du monde (mixte) | Tokyo     | 1re      |
| 2021  | Championnats du monde (mixte) | Budapest  | 1re      |
| 2022  | Championnats du monde (mixte) | Tachkent  | 1re      |
| 2023  | Championnats du monde (mixte) | Doha      | 1re      |
| 2023  | Jeux asiatiques               | Hangzhou  | 1re      |
| 2024  | Championnats du monde (mixte) | Abou Dabi | 1re      |

### Tournois Grand Chelem, Grand Prix et Masters
| Année | Compétition     | Lieu          | Résultat | Catégorie      |
| ----- | --------------- | ------------- | -------- | -------------- |
| 2015  | Grand Prix      | Budapest      | 3e       | Moins de 57 kg |
| 2016  | Grand Prix      | Budapest      | 1re      | Moins de 57 kg |
| 2016  | Grand Chelem    | Tokyo         | 3e       | Moins de 57 kg |
| 2017  | Grand Prix      | Hohhot        | 1re      | Moins de 57 kg |
| 2017  | Grand Prix      | Zagreb        | 1re      | Moins de 57 kg |
| 2017  | Grand Chelem    | Tokyo         | 3e       | Moins de 57 kg |
| 2018  | Grand Chelem    | Ekaterinbourg | 3e       | Moins de 57 kg |
| 2018  | Grand Prix      | Hohhot        | 3e       | Moins de 57 kg |
| 2018  | Grand Chelem    | Osaka         | 2e       | Moins de 57 kg |
| 2018  | Masters mondial | Guangzhou     | 3e       | Moins de 57 kg |
| 2019  | Grand Chelem    | Paris         | 3e       | Moins de 57 kg |
| 2019  | Grand Prix      | Zagreb        | 2e       | Moins de 57 kg |
| 2020  | Grand Chelem    | Paris         | 3e       | Moins de 57 kg |
| 2021  | Grand Chelem    | Tachkent      | 1re      | Moins de 57 kg |
| 2021  | Grand Chelem    | Bakou         | 1re      | Moins de 57 kg |
| 2022  | Grand Chelem    | Paris         | 2e       | Moins de 57 kg |
| 2022  | Grand Chelem    | Tokyo         | 3e       | Moins de 57 kg |
| 2023  | Grand Chelem    | Tachkent      | 1re      | Moins de 57 kg |
| 2025  | Grand Chelem    | Bakou         | 1re      | Moins de 57 kg |
| 2025  | Grand Chelem    | Astana        | 2e       | Moins de 57 kg |